# 万丈窟
万丈窟（朝: 만장굴、萬丈窟、英: Manjanggul、マンジャンクル、マンジャングル）は、大韓民国の済州島東北部にある溶岩洞（火山洞窟）である。中でも、部分的に多層構造を持つ溶岩チューブ洞窟である。韓国では2番目に長い総延長を持つ溶岩洞であり、2022年現在では総延長が世界第14位の溶岩洞となっている。世界自然遺産「済州の火山島と溶岩洞窟群」の拒文岳溶岩洞窟群に含まれる洞窟の一つで、天然記念物に指定されている。韓国では数少ない観光洞の一つである。

## 周辺の地形と地質
韓国には約1,000個の自然洞窟があるとされる。朝鮮半島には石灰洞が分布する一方、済州島には多数の大規模な火山洞窟が分布している。済州島には約60個の火山洞窟が知られ、特に北東部の旧左邑および北西部の翰林邑および涯月邑に集中している。単位面積当たりの火山洞窟の密度では世界最多とされる。火山洞窟の集中する地域は第四紀更新世初期（第2噴出期）の溶岩に由来する表善里玄武岩層が分布し、済州島の火山洞窟の大部分は主に第一活動期に形成されたと考えられている。この岩層は SiO2 wt% が 51–53% からなり、アルカリ玄武岩層である。これは粘着性が弱く、流動性が高い特徴を持ち、パホエホエ溶岩を形成するものである。気孔が発達し、針状長石を持つ橄欖石玄武岩で特徴づけられる。
万丈窟の所在地は大韓民国済州特別自治道済州市旧左邑金寧里（旧、北済州郡旧左邑東金寧里）である。万丈窟は、第四紀初期から中期にかけて噴火によって形成された溶岩台地を構成する表善里玄武岩中に形成された。万丈窟は拒文岳溶岩洞窟群の洞窟の一つであり、約30万–10万年前に形成された拒文岳（巨文岳、コムンオルム）の噴火に伴い形成されたとされることもあるが、拒文岳の溶岩は万丈窟本体ではなく万丈窟内の二次溶岩の由来であると考えられている。万丈窟は噴火口から 20 km（キロメートル）以上も離れている。
洞口が開口する周辺は溶岩流によって形成された平坦地となっており、森林や池などがみられる。一部は耕作地としても利用されている。

## 規模
総延長は 8,928 m（メートル）。天井高 10 m、幅 15 m。単層の最大の天井高は18.1 m に達する。かつては万丈窟が世界最長の溶岩洞とされたが、2022年現在では世界第14位となっている。
資料や時期、計測方法によって最も長い溶岩洞は異なるが、1980年にはケニアのチュール・ヒル (Chyulu Hills) にある総延長 11,122 m のレビアサン洞窟 (Leviathan Cave) が世界最長の溶岩洞であるとされた。1981年の日韓合同調査では、万丈窟と同じく済州島にある総延長 11,749 m のピレモッ窟（ビレモッ窟、ピレモットクル、ピレモット洞窟、빌레못동굴）が世界最長とされた。2022年現在、世界最長の溶岩洞とされるのはハワイのカズムラ洞窟である。1981年にイギリスの探検隊に調査されて総延長 11.7 km とされ、世界最長級の溶岩洞窟として認識されるようになった。その後アメリカ洞窟学会などにより調査隊が組まれ、現在では総延長 60 km 以上に及ぶことが分かっている。2007年現在、万丈窟より長い溶岩洞窟は上記の他に、スペイン領のカナリア諸島（テネリフェ島およびランサローテ島）から知られている。
火山洞窟系（ケイブシステム）としては万丈窟洞窟系（万丈窟系、万丈窟システム）がピレモッ窟より長く、4洞窟合わせた総延長は 13,268.4 m である。万丈窟から流動した溶岩流はさらに下流の金寧窟方面に曲流しながら達し、異方向の支洞群を形成している。

## 洞内の地形と環境

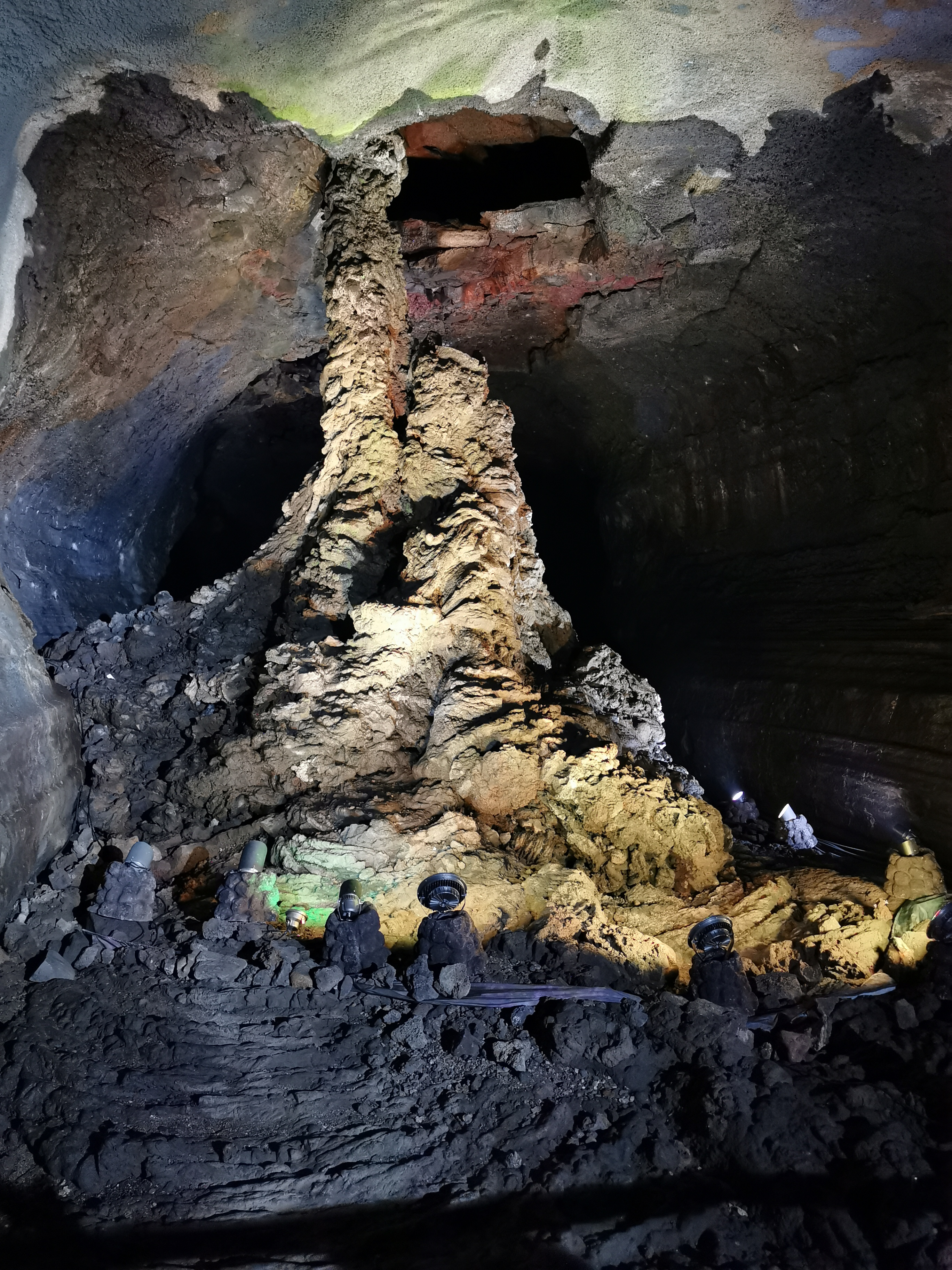
世界最大の溶岩柱

洞口数は3個。これらの洞口は洞窟の中間部分の天井が陥没することによって形成された。万丈窟の洞内はほとんど傾斜がなく、平均傾斜角度は 0.4°。幅は最大 23 m、空洞高さは最大 30 m である。いっぽう天井高が低い部分は 2 m である。上層洞窟と下層洞窟の上下2層からなる。下層が主洞であり、5,296 m の長さを持つ。上層は 2,120 m の長さを持つ。洞窟内部の温度は年間を通して 15–16℃ と、ほぼ一定である。
また、多様な種類の地形と構造物が見られる。万丈窟洞窟系を通して、小さな背斜構造や傾斜構造を持つ溶岩、縄状溶岩などが観察される。万丈窟の縄状溶岩は平面状の底面に溶岩流が周期的に滞留し、形成されたものである。溶岩洞窟生成物としては、溶岩柱、溶岩橋、溶岩球、溶岩流石、溶岩鍾乳、溶岩流線、溶岩棚などが発達する。
高さ 7.6 m の巨大な溶岩柱が知られる。この溶岩柱は天井にある上層洞穴から流下した二次溶岩流が、鐘状に固まり、洞穴の上流ないし下流に向かって流れ拡がって形成されたものである。これは2本が並び立つ双子溶岩柱（Lava twin column）で、世界最大級であるとされる。K-Ar年代測定により、一方は約42万年前、もう一方は3万2千万年前に形成されたと推定されている。
万丈窟には21個の溶岩橋がみられる。中でも3層からなる三段溶岩橋が特筆され、アジア最大級である。三段溶岩橋はK-Ar年代測定により約19万年前に形成されたと推定されている。また、この溶岩橋を構成する岩質は、万丈窟を構成するアルカリ玄武岩とは異なり、非塩基性岩の玄武安山岩質である。ミニチューブも4個みられる。
また、21個の溶岩球などの洞窟生成物が知られている。また万丈窟には、天井部から落下した溶岩球が軟らかい洞床にめりこみ、床面溶岩の流動沈下の痕跡を示す「亀岩」（거북바위、ゴブギバウィ、Geobukbawi）と呼ばれる生成物（溶岩標石）が存在し、これは韓国のみから知られている。洞壁の剥離および転倒し、それが重なってできた溶岩筏や、その流動跡も観察される。
万丈窟の2か所ではワラビ状溶岩鍾乳（tubular and bracken-like lava stalactite）と呼ばれる特殊な生成物（溶岩鍾乳管）が形成されている。表面が素早く固まり、細い鍾乳管内が滴となって抜け落ちて形成されたものである。ベーコン状の溶岩つららも見られる。
洞壁にはガス気流の痕跡や噴気球がみられる。また、側壁部で滴る溶岩滴が垂直ではなく斜めに垂れているものが観察されている。これは日本の本栖風穴第1でも知られる。
また、万丈窟には様々な形態の溶岩棚が見られる。急速に床面沈下流出して形成されたと考えられる D type 溶岩棚や、二次溶岩流が滞留したあとに急速な流動沈下が起こって形成された B type 溶岩棚など5形が見られる。

## 形成と成因
万丈窟は表善里玄武岩中に形成された。表善里玄武岩が形成されたのは済州島の火山活動における第2噴出期に当たり、更新世に形成されたと考えられている。釜山大学の尹銑によると、万丈窟周辺の表善里玄武岩は約60万年前に形成されたと考えられている。
一般的に、溶岩洞窟の形成は、地球内部からマグマが上昇・噴出し、それが流動、冷却、陥没する火山活動に引き続いて起こる地表での溶岩の移動によりなされ、同時にそれに対応した地形の形成（除去変形と付加変形）を伴う。万丈窟は溶岩流の方向とともにNE方向を向いているが、洞の北部（低標高側）では90°左折しているため、新期溶岩により形成された可能性があると指摘されている。そのため、単一洞でなく陥没や連結により形成された洞窟系（cave system）に当たるとされる。数十万年前に形成された洞窟であるにもかかわらず、内部の地形や構造が保存されている例は珍しい。
万丈窟を形成した溶岩は 1070℃ 程度であったと考えられている。まず初めにシート状の溶岩流が緩やかな地形に沿って流れ、その表面が先に固まることで、内側には溶岩が流れ続けて初期の溶岩洞が形成された。その後、内部に継続的に供給される新しい溶岩によって洞床が高温のため侵食され、幅より高さが大きく細長い形に成長した。そして、洞床では侵食が卓越するのに対し、天井では溶岩の付加が優勢となることで、天井高が非常に不規則な空間を呈するようになった。また、新しい溶岩が流れ込むことにより、その表面が固まって上層の洞床が形成され、その下の溶岩が排出されて下層となることで多層溶岩洞窟が形成された。その後も溶岩は下層に流れ続けることで、洞床がより深く侵食されるとともに、天井には溶岩が付加され、現在のような下層洞窟が形成された。溶岩柱はこれらの過程の後に形成されたとされる。
拒文岳の噴火は万丈窟の形成に比べて極めて新しい時代に起こったとされる。約19万年前から約3.2万年前には、拒文岳の噴火が万丈窟内部に二次溶岩の流入をもたらしたと考えられている。しかし、万丈窟がこの拒文岳の溶岩流によって形成されたとする文献もある。

## 歴史
万丈窟は1946年8月に、夫宗休（부종휴、Jong-Hyu Bu）により初めて探検された。1966年2月には学術的な調査が行われた。この研究は文化財管理局および中央日報による出資のもとに行われた。この研究が終わると、万丈窟と名付けられ、1970年3月28日に大韓民国指定天然記念物に指定された。なお、これは1962年12月に天然記念物第98号に指定されていた金寧窟の指定を拡張するという形で行われた。
万丈窟の名は、現地の言葉で周辺の地域を指す「만쟁이거멀」（Manjaengi Geomeol）に由来する。これは略して만쟁이（Manjaengi）とも呼ばれ、洞窟を表す窟（굴、gul）を付けて万丈窟と呼ばれるようになった。なお、この만쟁이という言葉が何に由来するかは明らかになっていないものの、よく説明されるように万丈窟が「1万の丈」という意味ではないことは確かである。
1967年4月1日には、1 km の区間が観光洞化された。1970年1月1日以降は北済州郡が直接管理するようになった。
1970年11月に文化財管理局によって実施された地形調査以降、数回にわたり調査が行われてきた。日韓合同の調査も行われており、日本のNPO法人火山洞窟学会は1977年、1982年、1985年、1997年に調査を行っている。1987年には東国大学校ケイビングクラブによる調査が行われた。最新の調査は1993年と2003年に北済州郡と済州島洞窟研究所によって実施された。
2007年7月2日には「済州の火山島と溶岩洞窟群」として、漢拏山や周辺の溶岩洞とともに世界遺産に登録された。

### 観光洞として
観光洞であるが、観光洞部は約 1 km のみであり、大部分は非公開となっている。万丈窟の3つある洞口のうち、入洞可能なのは第2洞口のみである。観光洞部は、第2洞口から南方向に伸びる上流側部分である。観光洞部の末端に溶岩柱がある。
観光洞部では、ほかの観光洞でもよく知られるように、照明植生の発生が見られる。この問題への対策として、新しい照明システムの導入が試みられている。また、洞内環境保護のため、観光客が洞窟生成物に近付けないように柵の設置などがなされている。
2024年11月現在、内部環境改善のため施設整備中であり、2025年8月まで休業予定である。
韓国の火山洞窟のうち観光洞となっているのは2か所のみで、もう1つは挟才窟-双龍窟である。

## 洞内の生物相
洞内、特に洞口付近には、泥と有機物を含む堆積物が見られる。第3洞口から通じる上層洞窟には、洞窟性動物が好むグアノが多く堆積している。第1洞口と第2洞口の間をつなぐ下層の主洞も洞窟性動物の生息環境となっている。
万丈窟には60種以上の洞窟性動物が生息している。拒文岳溶岩洞窟群から見つかる洞窟性動物のうち、最もよく見られるのはホラヒメグモ科の一種 Nesticella quelpartensis である。また、第3洞口付近の上層では、3万匹のユビナガコウモリ Miniopterus fuliginosus が報告されている。コウモリはここを永続的な居住環境として利用しており、コロニーを形成する。このコロニーは韓国国内で最大規模である。

## 周辺の溶岩洞
済州島には、万丈窟以外にも多くの火山洞窟が分布し、万丈窟と同じ拒文岳溶岩洞窟群の金寧窟（金寧蛇窟）、翰林公園区域内にある挟才窟・双竜窟・黄金窟・昭天窟、ピレモッ窟、ハンドル窟、水山窟、松堂窟、美千窟などが知られる。翰林公園の火山洞窟は火山洞窟ながら、貝殻層が溶出して二次的に天井から炭酸カルシウムを含む水が流入し、石灰質のつらら石（鍾乳石）や石筍が形成されている。
特に金寧窟は万丈窟洞窟系の一部であり、万丈窟の北に位置する。かつては1つの洞窟であったと考えられ、万丈窟と金寧窟の間には崩落した部分が残されている。金寧窟は拒文岳溶岩洞窟群の中でも初期に見つかった洞窟であり、かつては観光洞として一般公開されていたが、安全上の理由で1991年に閉鎖された。洞窟の形状がS字形に曲がりくねっていることに加え、蛇に関連した伝説の存在により、金寧蛇窟とも呼ばれる。